# Medailleur

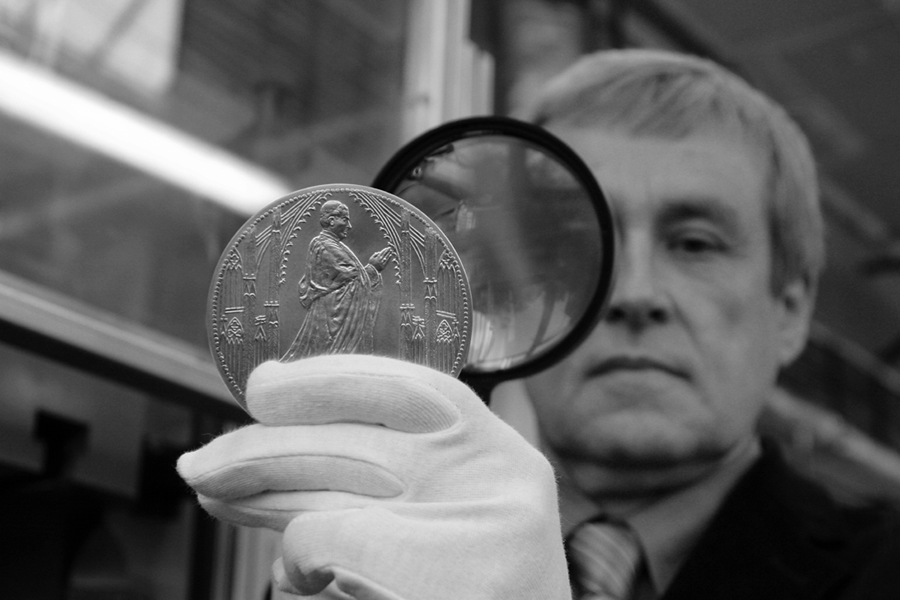
Medailleur

Een medailleur is een beeldend kunstenaar die medailles, penningen en munten ontwerpt. Medailleurs worden ook wel aangeduid als penningkunstenaars. De meeste moderne medailleurs hebben een opleiding aan een kunstacademie gevolgd.
De eerste munten als betaalmiddel werden al rond 700 v.Chr. gemaakt. Dit waren kleine, gegraveerde 'boontjes'. Veel later ging men ook penningen maken. Vaak gebeurde dit ter gelegenheid van een evenement of ter herdenking aan een persoon of historische gebeurtenis. Een bekend voorbeeld zijn de 16e-eeuwse geuzenpenningen.

## Nederlandse medailleurs
In Nederland zijn het vooral Jan Bronner en Piet Esser geweest die als docenten aan de Rijksakademie van beeldende kunsten in Amsterdam grote invloed hebben uitgeoefend op ontwikkeling van de penningkunst. Mede dankzij hen kwam na de Tweede Wereldoorlog een vrijere vormgeving op gang.
Bekende Nederlandse medailleurs zijn en waren bijvoorbeeld Eric Claus (o.a. 50 guldenmunt, 1982), Hans van Houwelingen (o.a. Huwelijksmunt, 2002), Pier Pander en Jac.J. van Goor.
In de Gouden Eeuw bracht de Zuid-Nederlandse familie Waterloos een aantal belangrijke medailleurs voort.